# Zakaria Aboukhlal
Zakaria Aboukhlal (* 18. Februar 2000 in Rotterdam, Niederlande) ist ein marokkanisch-niederländischer Fußballspieler. Er steht beim FC Turin unter Vertrag und ist marokkanischer Nationalspieler.

## Karriere

### Verein
Der Sohn eines Vaters aus Libyen und einer Mutter aus Marokko begann mit dem Fußballspielen in Gorinchem in der Provinz Südholland, als er bei GVV Unitas und bei GVV Raptim spielte. 2009 wechselte er in die zuvor errichtete gemeinsame Fußballschule von Willem II Tilburg und von der RKC Waalwijk (RJO Willem II/RKC), die 2014 wieder aufgelöst wurde, bevor Aboukhlal sich 2017 der gemeinsamen Fußballschule der PSV Eindhoven, dem FC Eindhoven sowie der VVV-Venlo und Helmond Sport (RJO PSV-EHV) anschloss. Sein Debüt in der Eredivisie gab er am 12. Mai 2019 bei der 0:1-Niederlage der PSV Eindhoven am vorletzten Spieltag bei AZ Alkmaar.
Am 27. August 2019 wechselte Aboukhlal zu AZ Alkmaar und unterschrieb einen Vertrag bis zum 30. Juni 2023. Ein Jahr vor Vertragsende wechselte er im Sommer 2022 nach Frankreich zum FC Toulouse.
Nach drei Saisons in Frankreich unterschrieb Aboukhlal im Juli 2025 einen Vierjahresvertrag beim FC Turin.

### Nationalmannschaft
Zakaria Aboukhlal absolvierte fünf Partien für die niederländische U16-Elf und nahm mit der niederländischen U17-Nationalmannschaft an der Europameisterschaft 2017 in Kroatien teil. Dort erreichte seine Mannschaft das Viertelfinale, in der die Niederländer gegen Deutschland ausschieden. Bis zum Ausscheiden kam Aboukhlal in allen vier Partien zum Einsatz und absolvierte für die U17 insgesamt 12 Partien, in denen ihm fünf Tore gelangen. In der Folgezeit absolvierte er drei Partien für die niederländische U18-Mannschaft, zehn Partien für die U19-Nationalelf und fünf für die U20-Elf.
Im November 2020 wechselte er den Verband und debütierte für die marokkanische A-Nationalmannschaft.

## Erfolge
FC Toulouse
- Französischer Pokalsieger: 2023